# Жан-Віктор Понселе
Жан-Віктор Понселе (фр. Jean-Victor Poncelet; 1 липня 1788, Мец — 22 грудня 1867, Париж) — французький математик та інженер, член Французької академії наук з 1834 року.

## Біографія
Вступив у 1807 році до Політехнічної школи в Парижі, яку закінчив 1810 року. В 1812 році брав участь у поході Наполеона в Росію, де потрапив у полон. В 1814 році повернувся до Франції. Професор Паризького університету в 1838—1848 рр., директор Політехнічної школи у 1848—1850 рр. Основною працею Понселе є «Трактат про проективні властивості фігур», написаний в полоні у Саратові й опублікований у 1822 в Парижі. В цій праці вперше виділено в особливу групу проективні властивості фігур і створено геометричні методи їх дослідження, подальший розвиток яких привів до розробки проективної геометрії. Праці Понселе стосуються також технічної механіки та гідравліки.

## Основні праці
- (1822) Traité des propriétés projectives des figures (див. у SICD Universities of Strasbourg — Digital old books)
- (1826) Cours de mécanique appliqué aux machines
- (1829) Introduction a la mécanique industrielle, physique ou expérimentale
- (1838) Théorie des effets mécaniques de la turbine Fourneyron
- (1862/64) Applications d'analyse et de géométrie